# 大賣空 (電影)
是一部2015年美國劇情片，是亞當·麥凱執導並和查爾斯·蘭道夫共同編劇。改編自麥可·路易斯的2010年同名書籍，主要描述2007年–2008年環球金融危機和泡沫經濟時期所發生的故事。由克里斯汀·貝爾、史提夫·卡爾、雷恩·葛斯林和布萊德·彼特主演。主要拍攝於2015年3月18日在路易斯安那州的紐奧良開始進行。派拉蒙影業排定於2015年12月11日在美國上映。获得第88届奥斯卡金像奖最佳影片、最佳导演等五個獎項提名，赢得最佳改編劇本獎。

## 劇情
故事改編自真人真事，這部電影由三個獨立但同時發生的故事組成，這些故事與 2007 年房地產市場崩盤前幾年的行動有著鬆散的聯繫。
賽恩資本
2005年，古怪的對沖基金經理人麥可·伯里發現，以高風險次級貸款為基礎的美國房地產市場極度不穩定。他預計2007 年第二季市場會崩潰，因為可調整利率抵押貸款的利率將會上升，因此他提議建立一個信用違約掉期市場，允許他做空或做空基於市場的抵押貸款支持證券，以獲取更多的資金。利潤。他的長期賭注超過10億美元，被主要投資和商業銀行接受，但需要每月支付大量保費。這引發了他的主要客戶勞倫斯·菲爾茲（Lawrence Fields）指責他“浪費”資本，而許多客戶要求他逆轉並出售，但伯里拒絕了。迫於壓力，他最終限制了提款，激怒了投資者，菲爾茲起訴了伯里。最終，市場崩潰，他的基金價值增加了 489%，總利潤（即使考慮到巨額溢價）超過 26.9 億美元，其中菲爾茲一人就獲得了 4.89 億美元。
前點合作夥伴
Jared Vennett（以Greg Lippmann 為基礎）, 是德意志銀行負責全球資產支持證券交易的高管，是最早理解Burry 分析的人之一，他向一位向Burry 出售股票的銀行家學習。早期信用違約掉期。透過他的量化分析來驗證伯里很可能是正確的，他決定進入市場，透過將掉期產品出售給那些在基礎債券失敗時獲利的公司來賺取費用。一個丟失的電話提醒了FrontPoint Partners 對沖基金經理馬克·鮑姆（Mark Baum，由史蒂夫·艾斯曼飾演），由於他對銀行道德和商業模式的不尊重，他有動力從維內特那裡購買掉期合約。維內特解釋說，將次級貸款打包成評級為 AAA 的債務抵押債券 (CDO) 將保證它們最終會崩潰。FrontPoint 團隊在南佛羅里達州進行實地調查後發現，抵押貸款經紀人透過將抵押貸款交易出售給華爾街銀行來獲利，而華爾街銀行則為風險較高的抵押貸款支付更高的利潤，從而產生了泡沫。這些資訊促使 FrontPoint 團隊從 Vennett 購買掉期產品。2007 年初，隨著這些貸款開始違約，CDO 價格不知何故上漲，評級機構拒絕下調債券評級。鮑姆從標準普爾的一位熟人那裡發現了信用評級機構之間的利益衝突和不誠實行為。維內特邀請團隊參加在拉斯維加斯舉行的美國證券化論壇，鮑姆從一位CDO 經理那裡了解到，為抵押貸款債券（包括押注於有缺陷的抵押貸款債券的“合成CDO” ）提供保險的市場比市場要大得多對於抵押貸款本身而言，鮑姆感到震驚，意識到整個世界經濟即將崩潰。隨著次貸債券持續下跌，鮑姆了解到 FrontPoint 旗下營運的摩根士丹利也持有抵押貸款衍生性商品空頭部位。然而，為了抵消風險和每月的溢價，它出售了評級較高的抵押貸款衍生品的空頭部位。現在這些資產的價值也在暴跌，摩根士丹利正面臨嚴重的流動性問題。儘管鮑姆的員工向他施壓，要求他在摩根士丹利倒閉之前出售自己的頭寸，但鮑姆拒絕在經濟瀕臨崩潰之前出售自己的頭寸，從而從掉期合約中獲利超過10 億美元。即便如此，鮑姆感嘆銀行和政府不會承認導致經濟崩潰的原因，而是將責任歸咎於「移民和窮人」。
棕地資本
年輕的投資者查理·蓋勒（Charlie Geller）和傑米·希普利（Jamie Shipley）經營著一家名為布朗菲爾德資本（Brownfield Capital）的小公司（基於康沃爾資本公司）。他們無意中在一家大型投資銀行大廳的咖啡桌上發現了維內特的營銷演示（人物向觀眾表示，實際上他們是透過朋友和出版物的口耳相傳聽說了維內特的計劃），說服他們投資掉期，因為這符合他們購買廉價保險且潛在賠償高的策略。由於低於進行 Burry's 和 Baum's 等交易所需的 ISDA 主協議的資本門檻，他們尋求駐新加坡的退休證券交易員 Ben Rickert 的幫助。儘管存在違約，但當債券價值和 CDO 上漲時，蓋勒懷疑銀行存在欺詐行為。三人還訪問了美國證券化論壇，在那裡他們了解到美國證券交易委員會沒有監管抵押貸款支持證券活動的法規。他們透過做空評級較高的 AA 抵押貸款證券，成功地獲得了比 Burry 和 Baum 更多的利潤，因為這些證券被認為高度穩定且支付率高得多。後來，隨著房屋抵押貸款違約的增加，CDO（保險）的價格沒有上漲，基礎抵押債券的價格也沒有下降，他們意識到銀行和評級機構正在秘密凍結他們的 CDO 的價格。以便在不可避免的崩盤之前賣出並做空它們。蓋勒和希普利對銀行的欺詐行為感到憤怒，試圖向媒體通報即將發生的災難和猖獗的欺詐行為，但《華爾街日報》的一位作家揭露了他自己的個人利益衝突，並且不會履行自己的職責，以免危及安全。他與華爾街投資銀行的關係。隨著市場開始崩潰，本在英國度假時出售了掉期合約。最終，他們將 3000 萬美元的投資變成了 8400 萬美元，但當本告訴他們這對公眾造成的嚴重後果時，他們對這個系統的信心被打破了。
後記
賈里德·維內特 (Jared Vennett) 因所有掉期銷售而獲得 4700 萬美元的獎金。馬克·鮑姆 (Mark Baum) 因財務影響變得更加和藹可親，他的員工繼續經營他們的基金。查理·蓋勒和傑米·希普利在起訴評級機構未果後分道揚鑣，傑米仍在管理該基金，查理搬到夏洛特組建家庭。本·里克特重返平靜的退休生活。在公眾強烈反對和美國國稅局多次審計後，邁克爾·伯里關閉了他的基金，現在只投資於水證券。除了一名交易員卡里姆·塞拉格爾丁（Kareem Serageldin）之外，對這場危機負責的銀行人員都沒有因其行為承擔任何後果。值得注意的是，自 2015 年起，銀行再次以新標籤「Bespoke Tranche Opportunity」出售 CDO。

## 演員
- 克里斯汀·貝爾 飾 麥可·貝瑞（Michael Burry）
- 布萊德·彼特 飾 班·里克特（Ben Rickert）
- 雷恩·葛斯林 飾 賈德·佛奈特（Jared Vennett）
- 史提夫·卡爾 飾 馬克·鮑恩（Mark Baum）[註 1]
- 梅莉莎·李歐 飾 喬治婭·海爾（Georgia Hale）
- 瑪麗莎·托梅 飾 辛西婭·鮑姆（Cynthia Baum）
- 凱倫·吉蘭 飾 艾薇（Evie）
- 崔西·雷慈 飾 勞倫斯·費爾茲（Lawrence Fields）
- 漢米許·林克萊特 飾 波特·柯林斯（Porter Collins）
- 約翰·馬加羅（英语：John Magaro） 飾 查理·蓋勒（Charlie Geller）
- 斯坦利·黄（Stanley Wong） 飾 泰德·蔣（Ted Jiang）
- 文峰 飾 周先生（Mr. Chau）
- 瑞夫·史波（英语：Rafe Spall） 飾 丹尼·摩西（Danny Moses）
- 傑瑞米·史壯 飾 溫尼·丹尼爾（Vinny Daniel）
- 芬恩·維特羅克 飾 傑米·希普利（Jamie Shipley）
- 馬克斯·格林菲爾德 飾 抵押貸款經紀人
- 比利·斯勞特（英语：Billy Slaughter） 飾 年輕的探員
- 瑪格·羅比 飾 她自己
- 安東尼·波登 飾 他自己
- 賽琳娜·戈梅茲 飾 她自己
- 理察·塞勒 飾 他自己

## 製作
2013年，派拉蒙影業收購了麥可·路易斯著作的《大賣空：預見史上最大金融浩劫之投資英雄傳》的版權，打算把它拍成電影，且將由布萊德·彼特的B計劃娛樂公司製作。2014年3月24日，亞當·麥凱被選作為導演和編劇。

## 發行
2015年9月22日，派拉蒙將電影定於2015年12月11日在北美的限定地區上映，2015年12月23日才會廣泛發行。

### 評價
《沽注一擲》獲得了一致好評，爛番茄新鮮度88%，Metacritic得分81。據CinemaScore網站的調查，觀眾從A+至F之間給了「A」的平均分數。

### 票房
電影於12月11日在洛杉磯、紐約，舊金山和芝加哥等八間戲院獲得了72萬美元的票房收入（平均每間戲院約9萬美元），打破了之前《藝伎回憶錄》（平均每間戲院約8萬533美元）在這八間的紀錄。

## 幕後花絮
- 在克里斯汀·貝爾（在劇中飾演麥可·貝瑞）與現實生活中的麥可·貝瑞見過面後，克里斯汀·貝爾向貝瑞索取了他日常穿的短褲與T恤衫，以便他在電影拍攝時穿上。貝爾後來希望貝瑞可以到洛杉矶首映場觀影，貝爾表示：「我真的想坐在他身邊，看他是不是要給我臉上來一拳」。[7]
- 電影中的「真相就像詩歌，但大多數人厭惡詩歌」是導演兼編劇亞當·麥凱寫的，而不是像在電影中所說的在某個華盛頓酒吧偷聽到的。導演這麼說是因為他無法找到任何引句來帶出這句話。[7]
- 大多數角色是根據現實生活中的人物改編而來。馬克·鮑恩（Mark Baum）的原型是理財經理史蒂夫·伊斯曼（Steve Eisman）；賈德·佛奈特（Jared Vennett）的原型是投資交易者格萊格·利普曼（Greg Lippmann）；班·里克特（Ben Rickert）的原型是班·霍克特（Ben Hockett）；查理·蓋勒（Charlie Geller）和傑米·希普利（Jamie Shipley）的原型分別是查理·萊得利（Charlie Ledley）和傑米·麥（Jamie Mai）。[7]

## 外部連結
- 互联网电影数据库（IMDb）上《大賣空》的资料（英文）
- Box Office Mojo上《大賣空》的資料（英文）
- 爛番茄上《大賣空》的資料（英文）
- Metacritic上《大賣空》的資料（英文）
- 開眼電影網上《大賣空》的資料（繁體中文）
- Yahoo奇摩電影上《大賣空》的資料（繁體中文）
- 豆瓣电影上《大賣空》的資料 （简体中文）